# Yes (album Pet Shop Boys)
Yes – dziesiąty studyjny album brytyjskiego duetu Pet Shop Boys. Data wydania została wyznaczona na 23 marca 2009roku. W nagraniach pomagał zespołowi słynny gitarzysta Johnny Marr. Album był nagrywany w 2008, i został wyprodukowany przez Briana Higginsa oraz jego zespół producencki Xenomania, który miał także swój udział w kompozycjach. Wydawcą płyty jest Parlophone.

## Lista utworów
wszystkie utwory stworzone przez Neila Tennanta oraz Chrisa Lowe'a, chyba że napisano inaczej.
1. "Love etc." (Pet Shop Boys, Xenomania)
2. "All over the world" (Pet Shop Boys, Piotr Czajkowski)
3. "Beautiful people"
4. "Did you see me coming?"
5. "Vulnerable"
6. "More than a dream" (Pet Shop Boys, Xenomania)
7. "Building a wall"
8. "King of Rome"
9. "Pandemonium"
10. "The way it used to be" (Pet Shop Boys, Xenomania)
11. "Legacy"